# Botlich
Botlich (Russisch: Ботлих; Avaars: Болъихъ) is een rurale nederzetting (selo) in Dagestan.

## Bevolking
In 2010 telde Botlich 12.159 inwoners, een aantal dat sinds 1926 (1.253 inwoners) continu is gestegen. Het overgrote deel van de inwoners behoorde tot de Avaren (10.904 personen, oftewel 89,7%). De Russische gemeenschap bestond uit 570 personen, oftewel 4,7% van de bevolking.
| Bevolkingsontwikkeling van Botlich tussen 1926 en 2010 |
| ------------------------------------------------------ |
|                                                        |
| ■ Sovjetvolkstellingen ■ Russische volkstellingen      |